# Petar Zoranić
Petar Zoranić, hrvaški pisatelj, * 1508, † ?.
Zoranić je najbolj znan kot avtor prvega hrvaškega romana - Planine.